# 中央军委训练管理部军事体育训练中心
中央军委训练管理部军事体育训练中心，隶属中央军委训练管理部，负责军事体育训练工作。

## 沿革

### 八一体工大队
中国人民解放军八一体育工作大队（简称八一体工大队）成立于1951年9月，隶属总政治部（1957年10月24日到1958年12月1日曾受训练总监部领导）。文革中，于1969年12月被迫解散；1973年5月重建，仍然隶属总政治部。
八一体工大队成立初期没有营房，多次搬迁，先后驻先农坛体育场材料库、东绒线胡同居民区、公安部礼堂施工队工棚。直到贺龙在北京西郊红山口中国人民解放军国防大学院内批下一块地，八一体工大队才有了固定驻地。
八一体工大队最早成立的是男、女篮球队。此后，男、女排球队、足球队、田径队、举重队、自行车队、游泳队、体操队、乒乓球队和手球队陆续成立。
1956年6月7日，在上海举行的“中苏举重友谊赛”上，八一举重队队员陈镜开以133公斤的成绩打破美国运动员温奇保持的56公斤级挺举世界纪录，这是中国运动员创造的首个世界纪录。
1959年9月，中华人民共和国第一届运动会在北京开幕。以八一体工大队为主体组建的解放军代表团以117金95银64铜名列金牌榜和奖牌榜第一。1963年中华人民共和国第二届运动会上，解放军代表团以72金53银37铜的成绩再次夺得第一。1970年代至1980年代，是八一男篮、女篮的鼎盛时期，男篮代表国家队同美国大学生联队两次比赛接连获胜，女篮连续五届全运会获得第一名。
2009年中华人民共和国第十一届运动会，八一体工大队参赛运动员获19枚金牌。2011年第五届巴西世界军人运动会，参赛的八一体工大队选手获9枚金牌，为解放军代表团位居金牌榜第二位做出了贡献。2008年北京奥运会上，参赛的八一体工大队选手获女子举重、体操男子团体、鞍马、男子举重、乒乓球男子团体5枚金牌，取得历届奥运会最好战绩，为此八一体工大队被中共中央、国务院表彰为“北京奥运会残奥会先进集体”。截至2011年，八一体工大队获奥运会冠军14人次，世界冠军120人次，亚洲和重要国际比赛冠军980人次，全国冠军1452人次；134次夺冠，154次破（超）世界纪录，133次破（超）亚洲纪录；培养出国际级运动健将72名，国家级运动健将748名，为国家队输送运动员、教练员1700多人次。截至2014年，八一体工大队获全国以上冠军3123个，其中奥运会冠军16个，世界冠军135个，世界军人运动会冠军33个，亚洲冠军349个，重要国际比赛冠军615个，22人158次破（超）51项世界纪录，30人135次破（超）42项亚洲纪录。
八一体工大队自建队起的宗旨是：“指导或者辅导部队开展群众性体育活动，增强官兵体质，丰富官兵的文化生活，促进官兵全面发展，直接生成部队战斗力。”八一体工大队的职能可概括为“服务于我军政治工作的需要，服务于我军对外交往和展示的需要，服务于广大官兵开展群众性体育活动的需要，服务于国家健康发展大局的需要。”
八一体工大队驻北京市海淀区红山口甲3号，并在北京市东城区黄寺拥有田径和游泳训练基地，具有亚洲一流的田径馆以及国家一流的游泳馆、乒乓馆、足球场和篮排球馆。八一体工大队曾设有男女篮球队、男女排球队、足球队、田径队、男女举重队、自行车队、游泳队、男女体操队、男女乒乓球队、男女羽毛球队和手球队等。21世纪初期，撤消了八一羽毛球队和八一女子体操队。2003年8月，八一足球队和八一游泳队撤销建制。将游泳队和新增加的沙滩排球队合并成立为八一沙滩排球游泳队。到2011年八一体工大队成立60周年时，八一体工大队设有男女篮、男女排、田径、乒乓球、举重、体操、沙滩排球游泳共10个项目9个运动队。
八一体工大队原是隶属中国人民解放军总政治部宣传部文化体育局的正师级单位。2017年12月30日，在深化国防和军队改革中，八一体工大队转隶中央军委训练管理部军事体育训练中心。
2020年10月20日，中央军委训练管理部军事体育训练中心调整改革动员部署大会举行，大会宣布军队不再参加全国综合性体育运动会和单项赛事，這意味著軍隊不再保留竞技体育项目队。2020年8月11日，八一男排退出中国男排超级联赛。9月9日，八一女足退出2020中国足球协会女子甲级联赛。10月13日，八一女排退出2020-21赛季中国女排超级联赛。10月20日，中国篮协官方宣布八一男女篮退出CBA联赛和WCBA联赛。

### 八一军体大队
1958年，在民主德国莱比锡举行的社会主义国家友军运动会上，中国的韩桂山获军事三项赛冠军，成为中国第一位军事体育世界冠军。1979年，中国人民解放军正式加入国际军事体育理事会。同年10月，在中华人民共和国国防部大楼的办公室里，总参谋部军训部部长石侠代表部党委宣布：八一军事五项队成立，韩桂山任队长。八一军事五项队的主要任务为参加国际军事体育理事会组织的每四年举办一届的世界军人运动会，及每年举办一届的军事五项世锦赛。
1982年12月20日，在邓小平关怀下，中国人民解放军军事体育运动大队（简称八一军体大队）正式组建。1997年，该大队下属的军事五项队获总参谋部授予“英雄军事五项队”荣誉称号。2001年10月，军事五项队获中央军委授予“英雄军事五项队”称号。2012年8月，军事五项队在世锦赛上取得男子团体“十七连冠”、女子团体“十二连冠”的成绩。
八一军体大队位于北京市丰台区长辛店射击场路12号。2010年代，该大队下辖5个队：射击队、军事五项队、现代五项马术队、击剑队、铁人三项队（含自行车项目）。
2016年，在深化国防和军队改革中，其上级单位中国人民解放军总参谋部军训部撤销，该大队转隶新成立的中央军委训练管理部。

### 海军体工队
1951年8月，中国人民解放军海军司令员张爱萍批准正式成立中国人民解放军海军体育工作队（简称海军体工队）。设在上海市虹口区广灵二路281号。2017年12月，转隶中央军委训练管理部军事体育训练中心。

### 中国人民解放军冰上训练基地
1973年10月，在叶剑英关怀下，中国人民解放军第一支专业冰上体育队伍——八一速度滑冰队正式成立。1981年4月，在中央军委、总部和沈阳军区首长关怀下，此前四处漂泊的八一速度滑冰队定居沈阳，并建成中国人民解放军第一座室外非标准露天人工制冷滑冰场。1988年10月，八一速度滑冰队更名为中国人民解放军冰上训练基地，下设速度滑冰队。1989年5月，根据全军专业体育项目布局，增设短道速度滑冰队。
1996年10月，在总部及沈阳军区支持下，一座占地面积44600平方米，集室外标准400米速滑场、国际标准短道速滑馆、综合楼、变电所、制冷机房于一体的冰上训练基地在沈阳昭陵东建成。2005年底，在国家体育总局、总部和沈阳军区帮助下，在原400米室外标准速滑场的基础上投资1200多万元新建的“八一速滑馆”完工，建筑面积15500平方米，成为中国人民解放军第一座室内滑冰场。2007年初，国际滑联速度滑冰技术委员会主席创·埃斯皮利在世界速度滑冰锦标赛亚洲杯资格预选赛前，从挪威到中国人民解放军冰上训练基地考察，赞扬该训练基地场馆有能力承接世界级比赛任务。截至2009年，中国人民解放军冰上训练基地先后承办国内外重大比赛30多场次。2007年12月主办2008年速度滑冰世界全能锦标赛亚洲区资格赛暨亚洲速度滑冰锦标赛，是该训练基地首次主办洲际赛事。
在深化国防和军队改革中，中国人民解放军冰上训练基地转隶中央军委训练管理部军事体育训练中心。

### 中央军委训练管理部军事体育训练中心
2017年，在深化国防和军队改革中，中央军委训练管理部成立中央军委训练管理部军事体育训练中心。2017年12月30日，中国人民解放军八一体育工作大队（八一体工大队）转隶中央军委训练管理部军事体育训练中心。2017年12月，中国人民解放军海军体育工作队也转隶该中心。

## 历任领导
八一体工大队
| 大队长 - 黄烈（1952年—？） - 周之同 大校（？—1969年） - 鲁挺（1973年—？） - 贺捷（？—？） - 黄烈（1979年—1984年） - 李振恃（1985年—1989年） - 朱亚南 大校（？—？） - 吴皖湘 大校（？—1999年） - 李富胜 大校（1999年—2003年） - 朱家志 大校（2003年—2008年） - 钱利民 大校（2008年—2010年） - 朱玉青 大校（2010年10月—） | 政治委员 - 鲁挺 大校（1959年—1969年） - 禹文淮（？—？） - 冉光照（？—？） - 杨启华（？—？） - 刘海亭 大校（？—？） - 朱亚南 大校（？—1994年） …… - 李定国 大校（1999年—2005年） - 钱利民 大校（2005年—2008年） - 曹卫 大校（2008年—） |

八一军体大队
| 大队长 - 韩桂山（1982年—？） - 王克忠（1984年12月—1990年6月） …… - 于建中 大校（？—？） …… - 杨少春 大校（？—2010年） - 刘有和 大校（2010年—2013年） - 邬忠新 大校（2013年—） | 政治委员 …… - 姜迪泰 大校（？—？） - 白月友 大校（？—？） - 陈美林 大校（？—2006年） - 张跃进 大校（2006年—2010年） - 张正龙 大校（2010年—2014年） - 徐锡忠 大校（2014年—） |

海军体工队
| 队长 | 政治委员 |

中国人民解放军冰上训练基地
| 主任 …… - 沈春阳（？—？） | 政治委员 |

中央军委训练管理部军事体育训练中心
| 主任 - [[]]（2017年—） | 政治委员 - 曹保民（2017年—） |

## 运动员
八一体工大队
- 篮球：八一男子篮球队先后38次获全国冠军，夺得全国男子篮球甲A联赛六连冠，被誉为“军旗下的梦之队”，2000年6月被中央军委授予“团结拼搏的体坛劲旅”称号[2]；男女篮著名运动员有郑海霞、穆铁柱、王治郅、张子沛、马清盛、吴忻水、匡鲁彬、郭永林、王非、阿的江、李楠、刘玉栋、张劲松、范斌[2]
- 排球：八一女子排球队曾获“全国三八红旗集体”；著名运动员有陈招娣、曹慧英、杨希、杨锡兰、李延军、王丽娜、赵蕊蕊、宋妮娜[2]
- 足球：李富胜、郝海东[2]
- 田径：范晓玲、李红、勾肖鑫[2]
- 乒乓球：李振恃、施之皓、童玲、戴丽丽、沈剑萍、范长茂、孙晋、曹臻、王涛、刘国梁、王皓[2]、樊振東
- 举重：陈镜开（中国第一个打破世界纪录的运动员[2]）、赖润明、蔡炎书、雷丽、宋志娟、钟妍、马润梅、黎立志、吴景彪、陈燮霞、廖辉[2]
- 体操：马燕红（国际体联第一次以中国人的名字命名的体操动作是“马燕红下”[2]）、许志强、国林跃、肖钦[2]
- 射击：许海峰（中国第一个奥运会金牌得主[2]）
- 羽毛球：林丹
- 跳水：彭勃
- 游泳：卢东华、周雅菲[2]、焦刘洋、宁泽涛
- 沙滩排球：田佳、王菲[2]

海军体工队
- 游泳：齐晖、曲敬宇、赖忠坚、赵涛、宁泽涛[15]
- 跳水：彭勃[15]

中国人民解放军冰上训练基地
- 速滑：叶乔波、刘洪波、李燕子、矫云龙、邢爱华[17]

中央军委训练管理部军事体育训练中心
- 短道速滑：许宏志[19]